# Sietze de Vries
Sietze de Vries (* 28. Februar 1973) ist ein niederländischer Organist, Kirchenmusiker und Hochschullehrer. Er wurde im Rahmen seiner internationalen Konzerttätigkeit vor allem durch seine Orgelimprovisationen über Choralmelodien und den Genfer Psalter im Stil der Renaissance und des Barock bekannt.

## Leben

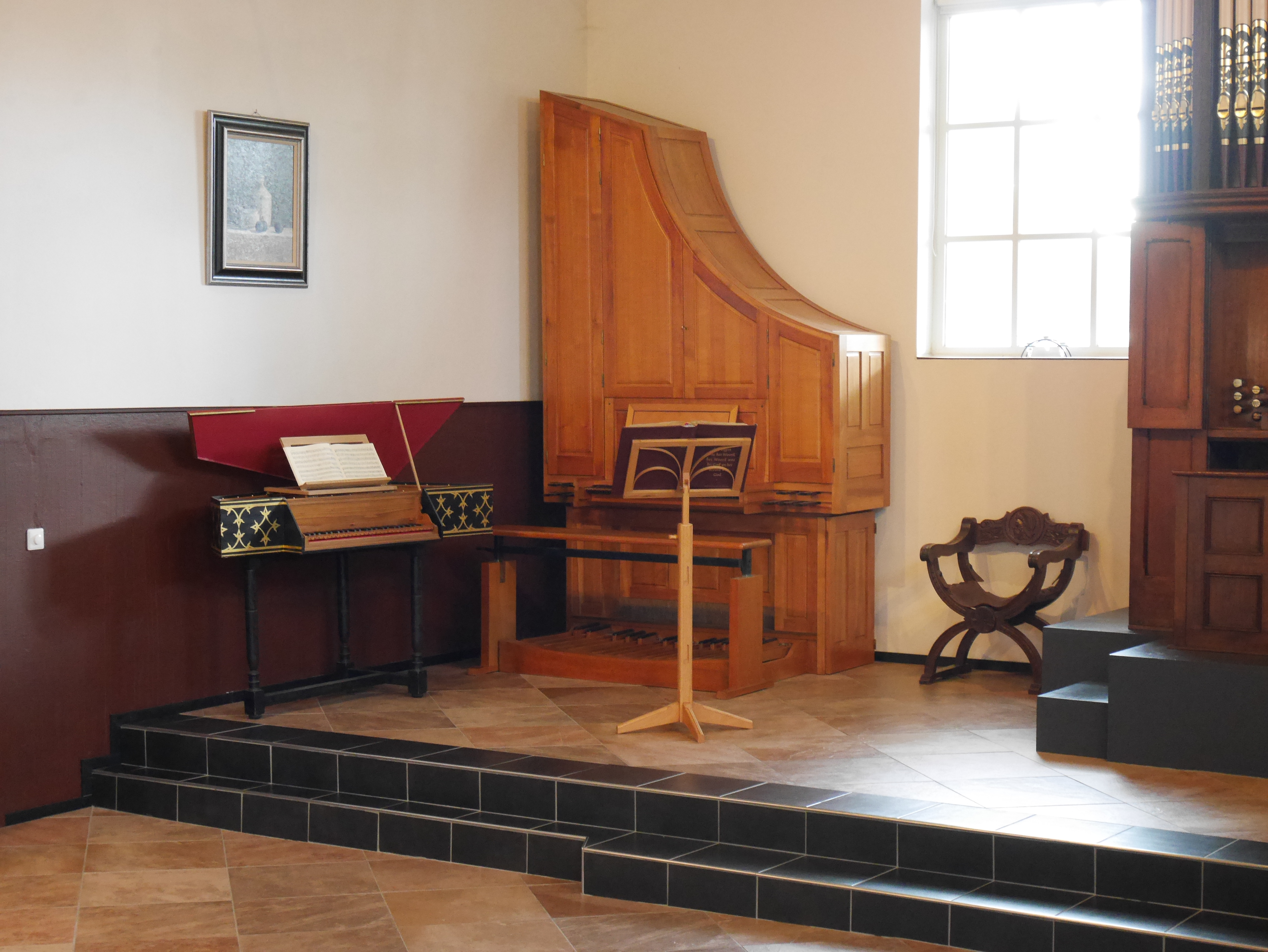
Wohnhaus in Niezijl mit Instrumentensammlung

Der Vater von Sietze de Vries war Organist in der Gereformeerde Kerk (Vrijgemaakt) van Niezijl, in der sein Großvater Küster war. In der Schulzeit besuchte Sietze de Vries das H.N. Werkman College in Groningen. Seit 1988 erhielt er Orgelunterricht von Dozenten des Prins Claus Conservatoriums in Groningen. Der Unterricht erfolgte an der berühmten Orgel der Martinikerk Groningen, die 1692 durch Arp Schnitger ihre maßgebliche Gestalt erhielt. De Vries studierte auf dem Groninger Conservatorium bis zum Bachelor 1994 bei Johan Beeftink, Jan Jongepier und Wim van Beek. Am Koninklijk Conservatorium Den Haag folgten zwei Jahre in der Orgelklasse von Jos van der Kooy, die 1996 mit dem Master abschlossen. Dort vertiefte sich de Vries von 1996 bis 1998 im Fach Improvisation bei van der Kooy. Seit 1994 ist de Vries als Konzertorganist tätig. Im Jahr 2002 gewann er den Internationalen Orgelimprovisationswettbewerb in Haarlem.
Am Southern Adventist University in Tennessee/USA hat de Vries seit 2011 eine Gastprofessur inne. Seit 2015 ist er Dozent für Klavier am Prins Claus Conservatorium und erhielt dort im Jahr 2020 eine Berufung als Dozent für das Hauptfach Orgel als Nachfolger von Theo Jellema ab September 2021.
Seit 2017 teilt er sich mit Stef Tuinstra die Organistenstelle der Martinikerk Groningen, die vor ihnen Wim van Beek 60 Jahre innehatte. Daneben ist er noch mit einer Viertelstelle Organist an der Groninger Immanuelkerk, an der seit 2014 tätig ist.
Sietze de Vries ist künstlerischer Leiter der Stichting Hinszorgel Leens, einer Stiftung, die Nachwuchstalente fördert. Zudem leitet er das Organ Education Center Groningen, das ausgehend von der Hinzs-Orgel der Petruskerk in Leens das Ziel hat, die historische Orgellandschaft der Provinz Groningen zu bewahren und bekannt zu machen. Er gibt Orgelunterricht, leitet Orgelexkursionen und Masterklassen.
Fester Bestandteil seiner Konzerte sind Improvisationen in unterschiedlichen Stilrichtungen von der Renaissance bis zur Moderne. In der Regel passt er sich stilistisch dem Instrument an und spielt im Stil der Epoche, in der die Orgel entstand. Seine Improvisationen präsentieren in der Art von Registervorstellungen die individuellen klanglichen Möglichkeiten der jeweiligen Orgel. Auch seine CD-Einspielungen beinhalten immer Improvisationen, vorzugsweise im Stil des 17. und 18. Jahrhunderts. Auf seinem Videokanal und parallel auf YouTube wurden über 800 Einspielungen hochgeladen (Stand 2021).
Er schreibt regelmäßig Fachartikel im Bereich Orgelbau, Kirchenmusik und Improvisation und ist Redakteur für den Bereich Orgelbau in der niederländischen Fachzeitschrift Het Orgel.
Sietze de Vries hat die profanierte Kirche in Niezijl 2009 gekauft und zu seinem privaten Wohnhaus gemacht. Die dortige Orgel von Marten Eertman aus dem Jahr 1906 (ursprünglich I/p/10) wird in mehreren Schritten in ein zweimanualiges Instrument mit selbstständigem Pedal im Stil des Spätbarock umgebaut (II/P/22). Zudem stehen dort weitere Tasteninstrumente, neben drei Hausorgeln auch Cembali, ein Clavichord, Virginal und Regal sowie Harmonien. Sietze de Vries ist seit 2005 mit der Dirigentin Sonja de Vries geb. van der Linden (* 1980) verheiratet und hat mit ihr zwei Kinder. Seine Frau wuchs in Südafrika auf, studierte ebenfalls Musik und leitet seit 2008 den Mädchenchor „Roden Girl Choristers“. Ihr Mann ist seit 2006 Organist des Knabenchors „Roder Jongenskoor“ und des Mädchenchors.

## Schriften (Auswahl)
- mit Dirk Trüten (Hrsg.): Orgelbaukunst. Festschrift für Bernhardt Edskes zum 80. Geburtstag. Verlag Buch & Netz, Kölliken 2020, ISBN 978-3-03805-298-2.
- Drie orgels van de derde Bätz-generatie gerestaureerd. In: Het Orgel. Jg. 113, 2017, Nr. 6, S. 24–31.
- Van pakhuis tot museum. In: Het Orgel. Jg. 113, 2017, Nr. 2, S. 20–25.
- Het orgel in Engwierum. Een typische Van Dam-klank in een a-typische kas. In: Het Orgel. Jg. 112, 2016, Nr. 3, S. 40–45.
- De restauratie van het orgel in de St.-Maartenskerk te Hallum. In: Het Orgel. Jg. 112, 2016, Nr. 2, S. 10–15.
- In memoriam Cornelius Herman Edskes (1925–2015). In: Het Orgel. Jg. 111, 2015, Nr. 6, S. 30–33.
- Vier Nederlandse nieuwbouworgels, deel 2: tweemaal een concept met zwelkast – Hollandse romantiek? In: Het Orgel. Jg. 111, 2015, Nr. 2, S. 26–33.
- Vier Nederlandse nieuwbouw-orgels. Deel 1: Twee nieuwe orgels in negentiende-eeuwse snit. In: Het Orgel. Jg. 111, 2015, Nr. 2, S. 24–32.
- „Der Mensch kann überhaupt nicht spielen“ – Het historische orgel en de improvisatie. In: Het Orgel. Jg. 110, 2014, Nr. 3, S. 14–18.
- mit Cees van der Poel: Het orgel in de Marekerk te Leiden. In: Het Orgel. Jg. 109, 2013, Nr. 1, S. 10–17.
- Harmonizing. A method to encourage the art of improvising. Boeijenga Music Publications, Veenhuizen 2007.

## Kompositionen
- Laudate Dominum. Psalm 150. Spiritoso Muziekuitgeverij, SPM201709010.
- Psalmbewerkingen in Noord-Duitse barokstijl, deel I. Boeijenga Music Publications, BE1021.
- Psalmbewerkingen in Noord-Duitse barokstijl, deel II. Boeijenga Music Publications, BE1090.
- Thema met variaties en dubbelfuga. God heeft het eerste woord. Boeijenga Music Publications, BE3016, ISBN 978-90-830612-1-4.
- Variaties over Psalm 60. Spiritoso Muziekuitgeverij, SPM201803030.
- Zes Psalmbewerkingen. Boeijenga Music Publications, BE3015.

## Diskografie
Die meisten CD-Aufnahmen erschienen in dem eigenen Label „JSB Records“.
- Der Aa-kerk Groningen. CD, JSB Records, 2022 (J. A. Reincken, H. Scheidemann, J. Brahms, Improvisationen).
- Bach’s missing pages. An Expanded Orgelbüchlein. DVD, 2 CD, JSB Records, 2023 (Martinikerk, Groningen; Petruskerk, Leens)
- Dübendorf. Sietze de Vries & Roden Girl Choristers. Bach, Mendelssohn en improvisaties. CD, JSB Records JSBD300515, 2014 (Dübendorf: J. S. Bach, F. Mendelssohn, Improvisationen).
- Ein feste Burg. Improvisaties over Lutherliedere. CD, JSB Records JSBB151017, 2003 (St. Martini, Bremen: Improvisationen).
- Geneefse Psalmen I. CD, JSB Records JSBR010113, 2003 (Grote of Jacobijnerkerk, Leeuwarden: Improvisationen).
- Geneefse Psalmen II. Evangelisch Lutherse Kerk, Den Haag. CD, JSB Records JSBR010119, 2009 (Lutherse Kerk, Den Haag: Improvisationen).
- Geneefse Psalmen III. De orgels van de Hersteld Hervormde Kerk te Ouddorp en Elspeet. CD, JSB Records JSBR100616, 2016 (Ouddorp und Elspeet: Improvisationen)
- Geneefse Psalmen IV. CD, JSB Records JSBR010113, 2020 (St. Bavo, Haarlem: Improvisationen).
- De historische orgels in Middelburg. CD, JSB Records JSB072017, 2017 (Middelburg: G. F. Händel, G. Muffat, J. S. Bach, Improvisationen).
- 25 Jahre Bernhardt Edskes Orgelbau, 1975–2000. Sietze de Vries improvisiert. CD, BESV, 2000 (Melle, Muri, Hardegsen, Sack, Clauen: Improvisationen)
- Katharinenkirche Hamburg. Sietze de Vries speelt werken van Praetorius, Reincken, Bach en improvisaties op het door Flentrop gereconstrueerde „Reincken-orgel“. CD, JSB Records JSBH011214, 2016 (Sankt Katharinen, Hamburg: J. Praetorius, J. A. Reincken, J. S. Bach und Improvisationen).
- Magnificat. Sietze de Vries bespeelt de orgels van de Mariendom te Hildesheim. CD, JSB Records JSBH180920, 2020 (Mariendom, Hildesheim: J. S. Bach, J. Rheinberger, Improvisationen).
- Martinikerk Groningen. Sietze de Vries. Bachwerken & improvisaties. 2 CD, JSB Records cjsb1216 (Martinikerk, Groningen: J. S. Bach, Improvisationen).
- Mijn stem zal niet meer zwijgen. 9 psalmen in tijden van nood. CD, JSB Records, 2020 (Martinikerk, Groningen).
- Orgelprobe Martinikerk Groningen. 2 CD, JSB Records JSBB260718, 2018 (Martinikerk, Groningen: J. S. Bach, A. van der Horst, M. Praetorius, J. van Eyck, Improvisationen).
- Pronkjuwelen in Stad en Ommeland. Het historische orgelbezit van de provincie Groningen. 5 CD + DVD, JSB Records, 2009, ISBN 978-90704-2565-4 (Martinikerk und Pelstergasthuiskerk Groningen, Krewerd, Midwolde, Zeerijp, Noordwolde, Kantens, Noordbroek, Nieuw Scheemda, Uithuizen, Zandeweer, Leens, Appingedam, Loppersum, Nieuwolda, Zuidbroek, Huizinge, Farmsum, Middelstum).
- Roder Jongenskoor. A Babe is born. CD, Westra Media WM 081111, 2011 (Orgelbegleitung).
- Roskilde. CD, JSB Records JSBR010116, 2007 (Domkirche, Roskilde: D. Buxtehude, H. Scheidemann, F. Tunder, Improvisationen).
- Sietze de Vries bespeelt de orgels van de Southern University te Collegedale. 2 CD, JSB Records JSB0101117, 2007 (Southern University, Collegedale: M. Weckmann, D. Buxtehude, J. P. Sweelinck, Susanne van Soldt, Improvisationen).
- Sietze de Vries bespeelt de orgels van de St. Jakobi te Lübeck. CD, JSB Records JSBR0101111, 2011 (St. Jakobi, Lübeck: D. Buxtehude, M. Weckmann, J. van Eyck, J. P. Sweelinck, Improvisationen).
- Sietze de Vries improvisiert. Kögler Orgelbau. Engelszell, Saxen, Kremsmünster, Salzburg-Mülln, Hofkirchen, Pinzberg, Waldhausen, Haag. 2 CD, JSB Records SDVK0708, 2008 (Improvisationen).
- Te Deum Laudamus. CD, JSB Records JSBR10115, 2005 (Stadtpfarrkirche Haag (A): D. Buxtehude, Improvisationen).
- Triospiel auf dem Positiv. Die Mohrmann-Hausorgel von Joachim Frisius. CD, MMBCD890 (D. Buxtehude, J. S. Bach, Improvisationen).